# Juho Kusti Paasikivi
Juho Kusti Paasikivi   (Hämeenkoski, 27 de novembre de 1870 - Hèlsinki, 14 de desembre de 1956) va ser un advocat, polític i professor finlandès, que fou President de Finlàndia entre 1946 i 1956. També va ser primer ministre del país dos cops: el 1918 i de 1944 a 1956. Va ser una figura influent a l'economia i la política del seu país durant quasi 50 anys.
Va néixer a una família sueco-finesa i va ser batejat com Johan Gustaf Hellsten el 1870. El 1885 va canviar el seu nom pel finès Juho Kusti Paasikivi. Va estudiar a la Universitat de Hèlsinki, on va obtenir un Títol de Grau el 1892 i es llicencià en Dret el 1897. Posteriorment, va treballar com a professor de Dret al mateix centre.